# Rauni-Leena Luukanen-Kilde
Rauni-Leena Luukanen-Kilde (nascida em 1939 em Värtsilä, agora República da Carélia —  8 de fevereiro de 2015) foi uma chefe médica provincial da Carélia. Ela também é autora de muitos livros sobre extraterrestres, abduções alienígenas e controle de mente. Ela participava de várias conferências sobre ufologia. 